# Pont-d'Ain
Pont-d'Ain (provansalsko Pont d’En) je naselje in občina v jugovzhodnem francoskem departmaju Ain regije Rona-Alpe. Leta 1999 je naselje imelo 2.307 prebivalcev.

## Geografija
Kraj se nahaja v pokrajini Bresse ob reki Ain, 22 km jugovzhodno od Bourga.

## Administracija
Pont-d'Ain je sedež istoimenskega kantona, v katerega so poleg njegove vključene še občine Certines, Dompierre-sur-Veyle, Druillat, Journans, Neuville-sur-Ain, Priay, Saint-Martin-du-Mont, Tossiat, La Tranclière in Varambon z 11.265 prebivalci.
Kanton je sestavni del okrožja Bourg-en-Bresse.

1. ↑  »Populations légales 2016«. Nacionalni inštitut za statistične in gospodarske raziskave. Pridobljeno 25. aprila 2019.